# Nyanza
Nyanza (również Nyabisindu) – miasto w Rwandzie, stolica Prowincji Południowej oraz dystryktu Nyanza.
Miejscowość liczy 56 tys. mieszkańców (2006). Miasto stanowiło stolicę Królestwa Rwandy.

## Etymologia
W języku kinyarwanda Nyanza oznacza jezioro, co prawdopodobnie odnosi się do jeziora zlokalizowanego nieopodal miasta.